# 1479

## Esdeveniments
Països Catalans
- 20 de gener: Ferran el Catòlic accedeix al tron d'Aragó.[1]

Resta del món
- 4 de setembre: Tractat d'Alcaçovas entre els Reis Catòlics i Portugal.

## Naixements
Països Catalans
Resta del món
- 15 de juny, Florència: Lisa Gherardini, Monna Lisa, dama florentina que fou model pictòrica del retrat La Gioconda, de Leonardo da Vinci.[2]
- 6 de novembre, Toledo: Joana d'Aragó i de Castella, reina de Castella i Lleó, comtessa de Barcelona, reina d'Aragó, de València… (m. 1555).[3]

## Necrològiques
Països Catalans
Resta del món
- 20 de gener, Barcelona: Joan el Sense Fe, sobirà de la Corona d'Aragó.[1]
- Jorge Manrique, poeta espanyol (n. c. 1440).